# Daniel Scholz (Musiker, 1991)

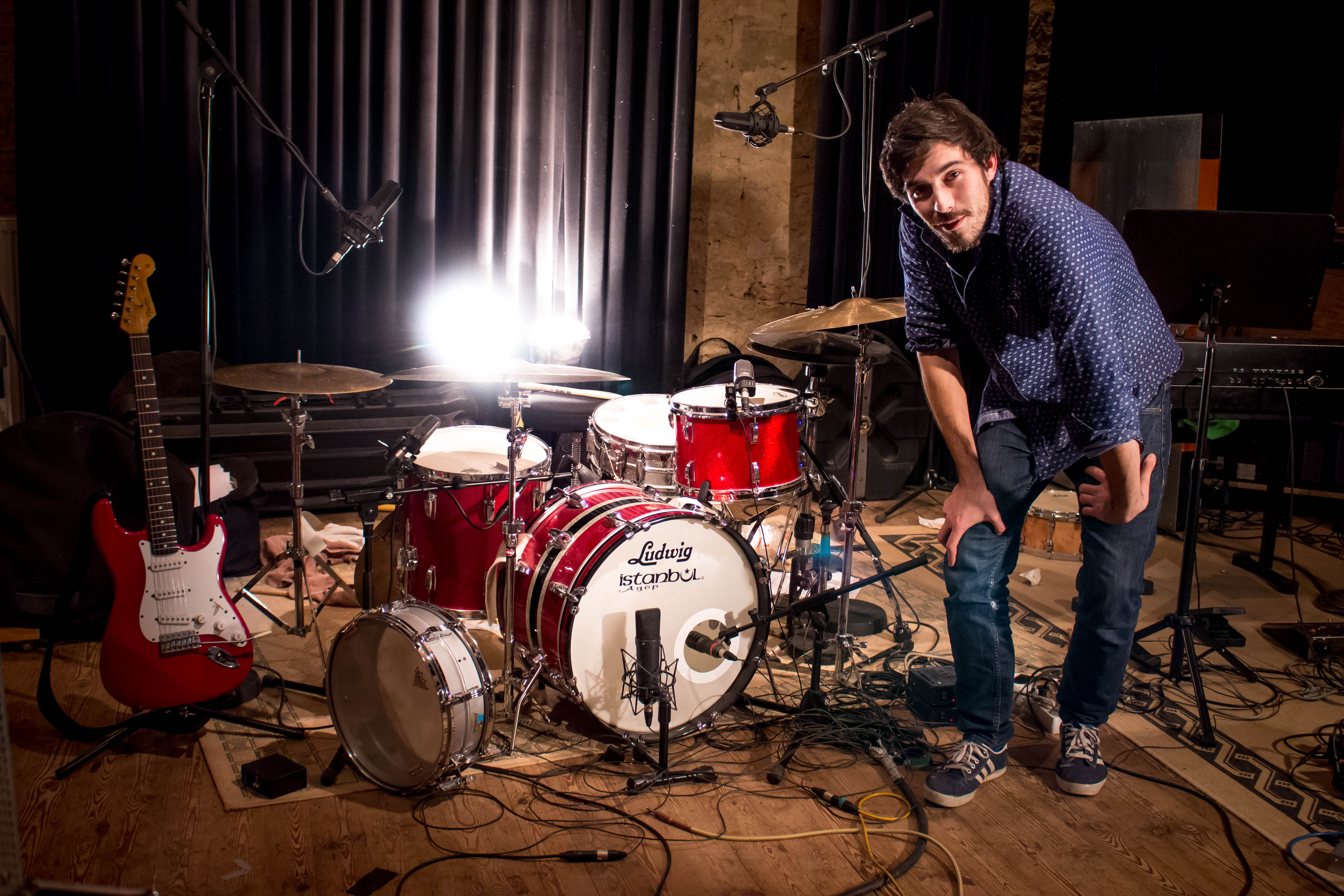
Daniel Scholz (2016)

Daniel Scholz (* 20. August 1991 in Bad Brückenau) ist ein deutscher Jazzmusiker (Schlagzeug, Komposition) und Tontechniker.

## Leben und Wirken
Scholz begann mit klassischem Schlagzeugunterricht im Alter von sechs Jahren zunächst privat an der Musikschule in Bad Brückenau. Dazu spielte er Blasmusik im Musikverein seines Vaters. Mit wachsendem Interesse für Pop- und Rockmusik folge vermehrt Unterricht bei namhaften Schlagzeugern wie Benny Greb und Claus Hessler. Nach dem Schulabschluss 2008 absolvierte er eine Studienvorbereitende Ausbildung an der Berufsfachschule für Musik in Bad Königshofen, bei der er in klassischem Schlagwerk, Klavier und Theorie unterrichtet wurde. Von 2011 bis 2013 studierte er an der Hochschule für Musik Nürnberg im Bereich Jazz u. a. bei Hans Günter Brodmann, Hannes Nied, Holger Nell, Christoph Huber, Jo Thönes. Auch nahm er am Hamburger Kontaktstudiengang Popularmusik (Popkurs) teil.
Seitdem spielt Scholz im Hamburger Umfeld in Gruppen von Philipp Steen, Jerry Tilitz, Buggy Braune und hatte überregional und international zahlreiche freie Engagements, u. a. bei WolveSpirit, Michael Wagener, Whitepurple und Barrenstein.
Seit 2016 leitet Scholz seine eigene Band mit dem Trompeter Benny Brown, dem Saxophonisten Konstantin Herleinsberger, dem Pianischen André Schwager und dem Bassisten Philipp Steen. Festivals und Tourneen führten ihn durch Europa, nach Asien, New York und in die Karibik. Für sein Album Château les Clos hat er sein Quartett um Tony Lakatos ergänzt.
Scholz lebt in Hamburg. Er ist weiterhin als Tontechniker tätig und verantwortet den Sound bei der Fernsehshow Wer weiß denn sowas?

## Diskographie (Auswahl)
- Wolvespirit: Dreamer (Spirit Stone Records 2015)
- Rafiki: Mehr (Broken Silence 2016)
- Daniel Scholz: No1 feat. Ron Spielman (DS Label 2016, mit Konstantin Herleinsberger, Lukas Großmann, Flo Müller)
- Euphoria (DS Label 2019, mit Konstantin Herleinsberger, Lukas Großmann, Stefan Hergenröder)
- Solutions (DS Label 2021, mit Benny Brown, Steve Wiseman, Konstantin Herleinsberger, André Schwager, Philipp Steen)
- Château les Clos (Broken Silence 2023, mit Benny Brown, Tony Lakatos, André Schwager, Philipp Steen)